# Военные итоги Австро-прусско-итальянской войны
- Впервые для мобилизации армии активно использованы железная дорога и электрический телеграф[1], позволивший следить за действиями разбросанных на сотни вёрст корпусов и координировать их с таким же удобством, как если бы они были удалены от полководца на нормальный пробег обыкновенного коня[2].
- Введение первых личных знаков в период австро-прусской войны 1866 г. встретило массовое неприятие новшества со стороны даже самых дисциплинированных прусских солдат. Выданные им личные знаки они в массовом порядке просто выбрасывали, в лучшем случае — «забывали» в обозе. Дело в том, что любой солдат на войне рано или поздно становится суеверным, особенно в отношении смерти. Поэтому требование командиров обязательно носить на себе «вестник смерти» вызвало у прусских солдат суеверный страх того, что как раз этот «вестник» и навлечёт на них скорую гибель. Говорили даже о том, что жестяная пластинка личного знака обладает магической силой притягивать к себе пули. Неудивительно, что такое суеверное предубеждение против личных знаков продолжало жить в немецкой армии вплоть до начала Второй мировой войны. Только активная пропаганда офицерами вермахта среди своих солдат необходимости постоянного ношения личного знака, как гарантии получения пенсии родственниками солдата в случае его гибели, в конце концов, переломила ситуацию, и ношение личных знаков всеми военнослужащими в немецкой армии стало нормой[3].
- После поражения Австрии в австро-прусской войне 1866 г., когда Прага была оккупирована прусскими войсками, австрийское командование пришло к выводу, что оборонное значение города окончательно потеряло своё значение. Это привело к решению о сносе большей части городских укреплений, прежде всего вокруг Нове Места и Малой Страны. Результатом этого явилось бурное развитие пригородов Праги: Краловске-Винограды, Жижков, Карлин, Вршовице, Нусле, Смихов, Коширже, Подоли, Височани и многих других, где, в отличие от плотно застроенных старых кварталов, возникли десятки и сотни новых заводов и фабрик, привлекавших рабочую силу из сельской местности[4].
- Только после австро-прусской войны 1866 года началось активное реформирование уже существующих спецслужб и создание новых. Это было связано с тем, что Вильгельм фон Штибер — руководитель разведки Пруссии, сумел обеспечить своё правительство всей необходимой информацией о политических и военных противниках (дислокация войск, их моральный дух, задачи и планы и т. п.), которой раньше Бисмарк не располагал[5].
- С переходом в 60-х гг. XIX в. от гладкостенных орудий к нарезным гаубицы стали делать нарезными. В войнах 2-й половины XIX в. с увеличением полевых укреплений потребность в гаубицах возросла.
- Опыт наполеоновских войн полностью пересмотрен[1].

|                                                 |                                     |  |
| Медаль «За народную оборону Тироля в 1866 году» | Медаль «Пражской милиции 1866 года» |  |